# Острів Анциферова
50°12′00″ пн. ш. 154°59′00″ сх. д. / 50.2° пн. ш. 154.98333333333° сх. д.
Острів Анциферова (рос. Остров Анциферова; до 1952 року — Ширінкі) — безлюдний острів, що входить до Північної групи Великої гряди Курильських островів. Розташований за 18 км на захід від бухти Майора острова Парамуширу, від якого відокремлений протокою Лужина, та за 54 км від острова Маканруши. Довжина — 4,2 км, ширина — 3,2 км. Територія Сєверо-Курильського міського округу Сахалінської області Російської Федерації. Названий на честь першого дослідника Курильських островів — російського землепрохідця, козачого отамана Данила Анциферова.
Острів являє собою типовий самотній конічний вулкан висотою 751 м. Береги високі, скелясті та обривисті, східний край низинний.